# 人民民主聯盟 (泰國)

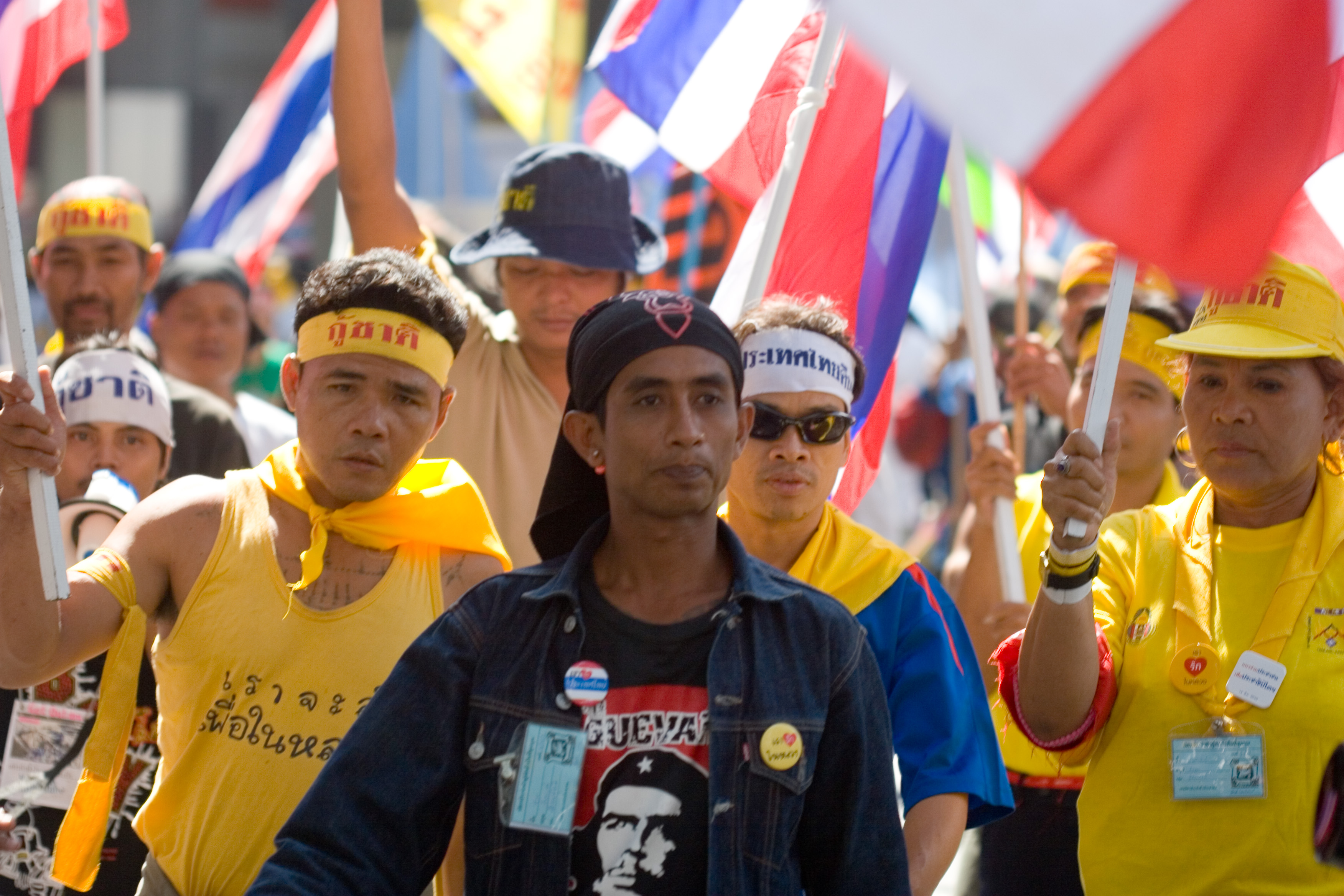
人民民主聯盟人士在暹羅廣場遊行。

人民民主聯盟（People's Alliance for Democracy，缩写为PAD）是泰國的一个已不存在的政治組織，成立於2005年，是抗議塔克辛總理政府的聯盟。它的領導層有華裔傳媒大亨林明達（สนธิ ลิ้มทองกุล）及退伍軍官盧金河（จำลอง ศรีเมือง，Chamlong Srimuang）。它在泰國2005年至2006年、2008年的政治危機中扮演重要角色。因為常穿著黃色示威，所以又稱為「黃衫軍」。
人民民主聯盟主要由曼谷及南部的中產階層組成，與塔克辛及其盟友主要得到北部及東北部農民支持形成強烈對比。人民民主聯盟宣稱擁護泰國王室，而黃色是王室的象徵顏色，所以人民民主聯盟的支持者在集會時通常身穿黃色衣服。
雖然塔克辛政府在2006年9月被政變推翻，但塔克辛在農村地區仍然廣受支持。新憲法生效後，親塔克辛的人民力量黨在2007年12月的國會選舉中取得下議院接近半數議席，成為新一屆下議院的最大黨。人民力量黨隨後與幾個小黨合作，組成了新政府。人民民主聯盟不滿意新政府，再次發起抗議活動。
人民民主聯盟認為農民容易被收買，提出要改變泰國現行的民主制度，反對國會下議院議席全由民選產生，主張70%議席由委任制產生，其餘30%才由民選產生。
2008年9月沙馬總理下台後，由塔克辛的妹夫頌猜繼任總理，人民民主聯盟繼續抗爭，務求逼使頌猜辭職。2008年11月，人民民主聯盟動員示威者佔據了曼谷兩個主要機場，嚴重打擊了泰國經濟及對外形象，素來同情反對派的《曼谷郵報》也批評人民民主聯盟無法無天，行徑形同恐怖主義。
2008年12月，人民力量黨以及同為執政聯盟的兩黨被泰國憲法法院下令解散，其領導層被禁止參政5年，頌猜被迫下台，人民民主聯盟宣佈結束抗爭，同月民主黨的阿披實獲選為新總理。